# 南格洛斯特
南格洛斯特（South Gloucestershire）是英格蘭的一個單一管理區，位於西南英格蘭的格洛斯特郡。區內的城鎮包括有耶特、奇平索德伯里、索恩伯里、費爾頓、帕奇韋（Patchway）、布拉德利斯托克和斯杜克吉福特（Stoke Gifford）。
1996年，金斯伍德與北雅芳（Northavon）合併為南格洛斯特，並取締了原屬的雅芳郡。

## 地理

南格洛斯特的地理位置

南格洛斯特的西南面與布里斯托相鄰，西北面則向塞文河，而河的東面是弗羅姆河（River Frome）河谷地區。南格洛斯特的東面是科茲窩地區的一部分。東南面與巴斯和東北索美塞特相鄰。

## 人口統計
根據2001年英國人口普查，南格洛斯特的人口有245,641人。2011年增加到262,800人。在2021年進行的英國人口普查，最新數據估算為290,400人，比2011年的人口增加了10.5% 。